# Alma (ženské jméno)
Alma je ženské křestní jméno latinského původu. Vykládá se jako „živitelka, žehnající, plodná, požehnaná“. Někdy bývá považována za zkratku germánského jména Amalberga, v češtině pak jména Amálie.
Podle slovenského kalendáře má svátek 10. července.

## Alma v jiných jazycích
- Slovensky, italsky, španělsky, německy, anglicky, polsky, maďarsky, islandština: Alma

## Známé nositelky jména
- Alma Mahlerová – rozená Alma Schindlerová, rakouská autorka memoárové literatury
- Alma Karlinová – slovinská spisovatelka